# Alfred Frauenfeld
Alfred Eduard Rosa Frauenfeld (* 18. Mai 1898 in Wien, Österreich-Ungarn; † 10. Mai 1977 in Hamburg) war nationalsozialistischer Politiker, Gauleiter der NSDAP in Wien und später Generalkommissar des Generalbezirks Krim (Teilbezirk Taurien) im Reichskommissariat Ukraine.

## Elternhaus und Erster Weltkrieg
Frauenfeld entstammte einer seit vier Generationen in Wien ansässigen Familie. Er wurde als erster von drei Söhnen geboren. Sein Vater Alfred Frauenfeld war, zuletzt Oberlandesgerichtsrat, am Bezirksgericht im 10. Wiener Gemeindebezirk tätig.
Frauenfeld besuchte das Gymnasium und legte im Jahre 1916 seine Matura ab. Er nahm nach seiner Ausbildung als Einjährig-Freiwilliger der k.u.k. Armee in Galizien und am Isonzo am Ersten Weltkrieg teil und meldete sich zuletzt zur k.u.k. Fliegertruppe. 1918 heiratete er seine drei Jahre jüngere Frau. Im gleichen Jahre erlebte er als Leutnant den Zusammenbruch der Donaumonarchie.

## Im Österreich der Zwischenkriegszeit
Nach Kriegsende erwarb er seinen Lehrbrief als Maurergehilfe. Da er im Baugewerbe keine Anstellung fand, trat er als Bankbeamter in die „Allgemeine Österreichische Bodencreditanstalt“ ein. Neben diesem Brotberuf wurde er schriftstellerisch tätig und veröffentlichte Kurzgeschichten in Wiener Tageszeitungen.
Er trat in den österreichischen „Deutschen Kulturbund“ ein, eine Gliederung des von Alfred Rosenberg in Deutschland gegründeten „Kampfbundes für deutsche Kultur“. Er saß diesem auch zeitweise vor, und als dessen Delegierter fuhr er 1929 zum Reichsparteitag der NSDAP nach Nürnberg. Nachdem er Adolf Hitler auf der Schlusskundgebung gehört hatte, verschrieb er sich der nationalsozialistischen Idee.
Zum 25. April 1929 trat er in die österreichische NSDAP ein (Mitgliedsnummer 115.014), wobei er von Jänner bis Dezember 1929 Bezirksleiter dieser Partei im 4. Wiener Gemeindebezirk, Wieden, war.

## NS-Karriere
In Wien übernahm er 1930 die Gauleitung der NSDAP und ließ sich einige Monate später von Hitler in München bestätigen. Von der Abfindung aus seiner Tätigkeit als Bankbeamter gründete er in Wien das Wochenblatt Kampfruf. 1931 kaufte er für die Wiener NSDAP das Haus 6., Hirschengasse 25, richtete dort die Gauleitung ein und nannte es Adolf-Hitler-Haus. Es gelang ihm, bis 1932 die NSDAP weiter auszubauen und den größten Pressekonzern in Wien zu errichten.
Von April 1932 an war Frauenfeld Mitglied des Wiener Landtages und Gemeinderates, in Landesregierung und Stadtsenat Seitz III (nicht amtsführender) Stadtrat und Fraktionsführer der NSDAP.
Nach dem Verbot der NSDAP durch die Bundesregierung Dollfuß im Juni 1933 organisierte er die Partei im Untergrund weiter. Im Dezember 1933 wurde Frauenfeld verhaftet und bis Mai 1934 interniert; noch im selben Monat, im Mai 1934, flüchtete er nach Deutschland. Dort betätigte er sich weiterhin als Parteiredner.
Von 1935 bis zum Beginn des Zweiten Weltkriegs war Frauenfeld Geschäftsführer der Reichstheaterkammer in der Reichskulturkammer. 1935 ernannte ihn Joseph Goebbels zum Mitglied des Reichskultursenats. 1936 schrieb er in den Breslauer Neuesten Nachrichten: „Dem Nationalsozialismus ist der Vorwurf gemacht worden, er politisiere die Kunst […] gerade umgekehrt ist es: der Nationalsozialismus hat das deutsche Theater dem Streit der Parteien entzogen, indem er diese Parteien beseitigte.“
Frauenfeld war Mitglied des Reichskultursenats, seit März 1936 auch Mitglied des diktatorischen Reichstags für den Wahlkreis Düsseldorf Ost.
1936 bis 1940 übernahm Frauenfeld diplomatische Aufgaben im Auswärtigen Amt (AA). Auf eigenen Wunsch wurde er 1940 als Vertreter des AA mit dem Rang Generalkonsul bei der deutschen Militärverwaltung in Oslo eingesetzt. Im Frühjahr 1940 nahm er als Leutnant der Luftwaffe in der 16. Armee am Westfeldzug teil, 1941 am Balkanfeldzug. Im anschließenden Russlandfeldzug gelangte er bis vor Leningrad.
Im September 1942 wurde Frauenfeld zum Generalkommissar für Taurien (Krim) im Reichskommissariat Ukraine ernannt und übte diese Tätigkeit bis 1944 aus, als die Wehrmacht dort von der Roten Armee zum Rückzug gezwungen wurde.
Das ihm zugewiesene Generalkommissariat sollte die Krim und das nördlich anschließende Gebiet bis zum Dnepr umfassen. Nach dem Feldzug der Wehrmacht im Sommer 1942 wurde das Gebiet der deutschen Zivilverwaltung übertragen, jedoch nur das Gebiet zwischen Dnepr und Krim. Die Krim selbst blieb unter militärischer Verwaltung. Das von Frauenfeld nunmehr verwaltete Gebiet trug die Bezeichnung „Krim (Teilbezirk Taurien)“ und hatte seinen Verwaltungssitz in Melitopol.
Am 10. Juli 1942 bedankte sich Heinrich Himmler in einem Brief an Frauenfeld für dessen vorgeschlagene Umsiedlung der Südtiroler nach der Krim. Himmler schrieb: Ich hatte gestern Gelegenheit, mit dem Führer darüber zu sprechen, der diesen Vorschlägen keineswegs ablehnend gegenübersteht. Ich stehe ihnen auch nicht ablehnend gegenüber, doch herrscht Einigkeit darüber, daß mit der Umsiedlung der Südtiroler erst nach Abschluß des Krieges begonnen werden kann. Hier wurden Maßnahmen angesprochen, die nach dem erhofften Sieg im Zweiten Weltkrieg im Rahmen des so genannten Generalsiedlungsplans realisiert werden sollten.
Nach der Niederlage in der Schlacht um die Krim kehrte Frauenfeld nach Wien zurück. Die Abwicklung der Behörde des Generalkommissars überließ er seinem Stab. Seine „Denkschrift über die Probleme der Verwaltung der besetzten Ostgebiete“, am 10. Februar 1944 verfasst, wurde während der Nürnberger Prozesse ab Herbst 1945 als Beweismittel verwendet.
Frauenfeld nahm bis Kriegsende Aufgaben beim Chef der Propagandatruppen wahr.

## Nach dem Zweiten Weltkrieg
Nach dem Ende des Krieges wurde Frauenfeld im Internierungslager Dachau festgehalten und musste als Zeuge in den Nürnberger Prozessen aussagen. Anschließend kehrte er zu seiner Familie nach Dinklage in Niedersachsen zurück.
1947 wurde Frauenfeld in Wien in Abwesenheit zu 15 Jahren Haft verurteilt; in Deutschland wurde er dagegen entnazifiziert.
Frauenfeld soll Mitglied der „Bruderschaft“, eines am 22. Juli 1949 in Hamburg gegründeten Geheimbundes von Kryptonazis, gewesen sein. Zudem war er ein Freund des früheren Salzburger Gauleiters Gustav Adolf Scheel. In seinen Erinnerungen und Aufzeichnungen, die 1978 im rechtsextremen Druffel-Verlag erschienen, bezeichnete er Berichte von der Ermordung Dachauer KZ-Häftlinge durch die Nazis als „große Lüge“.
Frauenfeld war später Leiter einer Baugesellschaft in Hamburg.